# Buena Vista (Falcón)
Pour les articles homonymes, voir Buena Vista.
Buena Vista est l'une des neuf paroisses civiles de la municipalité de Falcón dans l'État de Falcón au Venezuela. Sa capitale est Buena Vista.

## Géographie

### Démographie
Hormis sa capitale Buena Vista, la paroisse civile abrite plusieurs localités, dont :
- Buena Vista
- Cujisal
- La Pitahaya
- Maicara (partagé avec Baraived)
- Matividiro
- Misaray